# Христианство в Китае
В Китае проживает около 70 миллионов христиан, что составляет 5,1 % от общего населения страны.
В издании Operation World от 2001 года оценочное число христиан в Китае составляет 91,575 млн человек, из которых 23 млн относятся к «движению трёх» и 11,7 млн являются католиками. В конце 2006 года тогдашний руководитель государственного религиозного бюро Е Сяовэнь сообщил информационному агентству, что число христиан в Китае достигло 130 млн человек.

## История

### Легендарная история
Существует легенда, появившаяся в XIII веке о том, что апостол Фома пробыл несколько дней в Китае. Однако, увидев, что его деятельность не даёт плодов, апостол вернулся назад, оставив в Китае трёх или четырёх учеников.

### Несториане
Первое документально подтверждённое свидетельство о знакомстве китайцев с христианством относится к VII веку, времени правления династии Тан (618—907). Первыми прибывшими в Китай христианами были несториане. В 635 году небольшая группа несторианских миссионеров во главе с епископом Алобэнем (англ. Alopen Abraham, кит. 阿羅本, пиньинь: Āluóběn) прибыла из Персии в Чанъань, в то время — столицу Китая. Они были радушно приняты при императорском дворе, и им было поручено перевести несторианские тексты для дворцовой библиотеки. В китайском языке их учение получило название «цзинцзяо» (景教), что можно перевести как «сияющая религия».
Собственно, вероучение, которого придерживался Несторий, не было создано им самим, вероучение начинается гораздо ранее появления самого Нестория, но фактически является учением Антиохийской богословской школы, которой он принадлежал. Антиохийская христология развита в трудах предшественников и учителей Нестория — Диодора Тарсийского и Феодора Мопсуэстийского (IV век). Сами несториане всегда протестовали против наименования их несторианами. Интересно наблюдение В. Бартольда, который, говоря о несторианах, отмечает, что в Средней Азии несториане не называли себя христианами. Он пишет, что имя «христиане» «не перешло в восточные языки и не встречается ни в семиреченских надписях, ни в сиро-китайском памятнике».
В 638 году император Тайцзун впервые в истории Китая издал указ о веротерпимости, которой отныне могли пользоваться несториане. Указ гласил, что «не существует дао с постоянным именем, не существует мудреца с постоянным обликом» и оценивал религию несториан как «благоприятную для вещей и людей». Император также дал распоряжение о строительстве в столице монастыря с двадцатью одним монахом. В последующем несторианские монастыри появились во всех округах страны, которых тогда было около четырёхсот. Епископ Алобэнь получил титулы «хранителя царства» и «властителя великого закона».
По мнению Саэки, Канон Иисуса Мессии, называемый иногда также по имени владельца «документом Такакусу», был создан между 635 и 638 гг.. В этом случае «Канон Иисуса Мессии» является наиболее ранним несторианским текстом на китайском языке.
«Канон» состоит из двух частей — изложения основ вероучения и пересказа евангельского повествования.
Три основных заповеди, постулируемых в этом тексте несторианскими миссионерами, — «служить Богу, служить императору и служить родителям». В тексте был приведён ряд дополнительных моральных поучений — не обижать слабого, не убегать от сильного, накормить и напоить калек, одеть и дать денег бедному, хорошо обращаться со слугами и ремесленниками, не лжесвидетельствовать, не искажать истину и ложь, развивать доброе сердце, не делать зла, не убивать живого и не обманывать Бога и т. д.
Вторая часть «Канона», обрывающаяся на описании смерти распятого Иисуса Христа, стала первой евангельской композицией-переводом на китайском языке.
К числу ранних несторианских текстов («писаний Алобэня») относятся:
- «Сюйтин мишисо цзин» (Канон Иисуса Мессии), создан между 635 и 638 годами;
- «Юй ди эр» (Притчи-сравнения, часть вторая);
- «И тянь лунь ди и» (Рассуждения об одном Небе, часть первая);
- «Ши цзунь бу ши лунь ди сань» (Миром почитаемый о милостивом даянии, часть третья), в тексте упоминается дата — 641 год;
- «Дашэн тунчжэнь гуйфа цзань» (Гимн о проникновении в истинное и возвращении к закону Великого Мудреца). Датирован 720 годом, что помещает его после «писаний Алобэня», но до «писаний Цзин-цзина».

К поздним несторианским текстам («писаниям Цзин-цзина») принадлежат:
- «Сань вэй мэн ду цзань» (Гимн Святой Троице);
- «Дацинь цзинцзяо люсин Чжунго бэй» (Памятник распространения сияющей религии [несторианства] из Да-цинь в Китае), стела с надписью была воздвигнута в 781 году;
- «Сюань юань ань лэ цзин» (Канон скрытого-таинственного покоя и радости);
- «Сюань юань бэнь цзин» (Канон об основах изначального). Саэки отнёс доступный ему вариант текста к 786—788 годам. Ставший доступным позднее текст «Сюань юань чжи бэнь цзин» (Канон о достижении основ изначального) был датирован 717 годом;
- «Цзунь цзин» (Канон почитания). По мнению Саэки, этот текст был составлен через несколько поколений после смерти Цзин-цзина между 906 и 1036 годами.

В 2014 году китайские археологи обнаружили ранне-христианское захоронение с останками несторианских христиан в китайской провинции Хэнань, в одной из скальных ниш, расположенных в пещерном комплексе Лунмэнь недалеко от города Лоян, что подтверждает факт распространения христианства в Китае в VII веке.
В 845 году император Уцзун издал указ о роспуске несторианских монастырей, также как и буддийских и даосских. После этого несторианская церковь в центральном Китае прекратила своё существование.

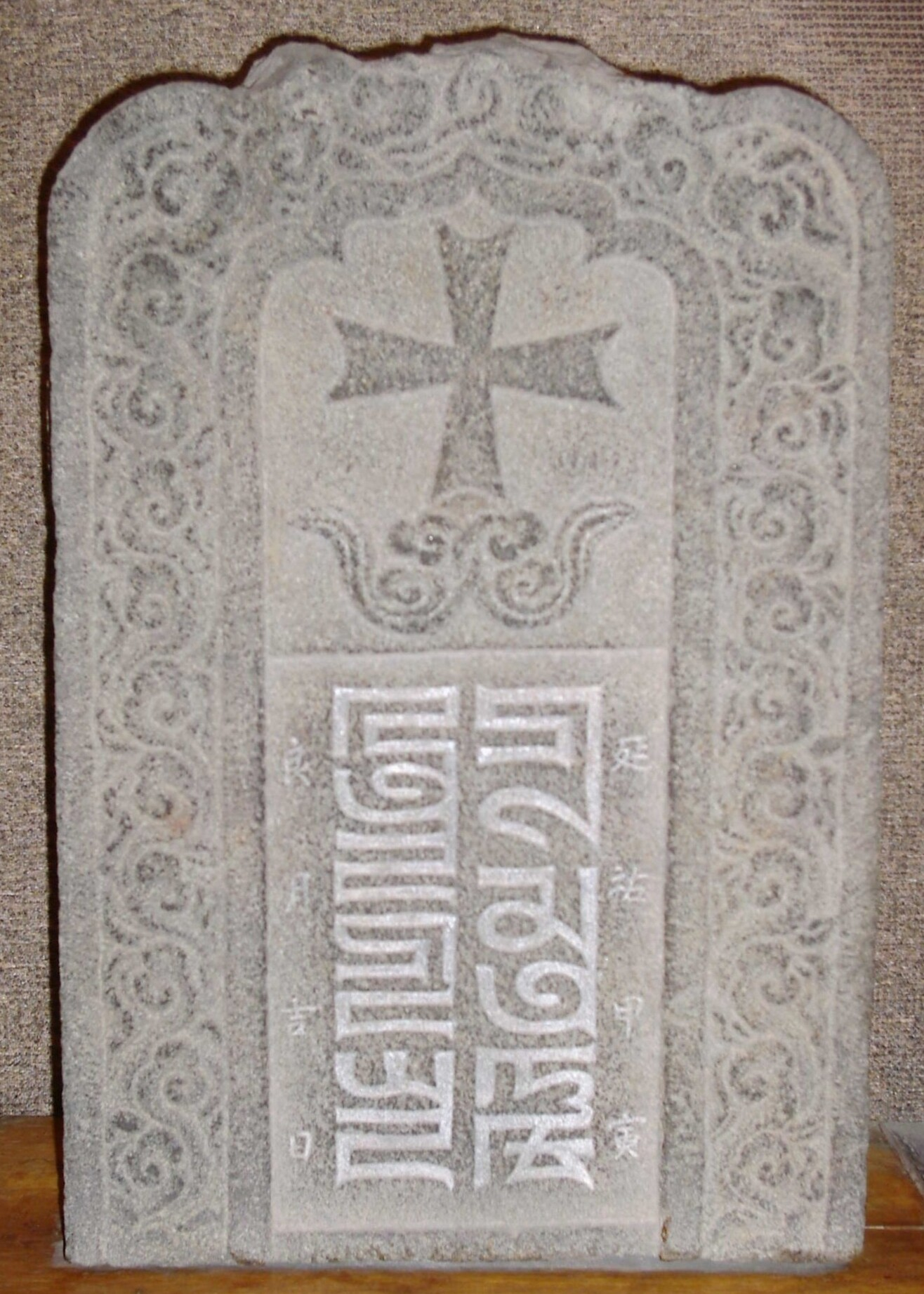
Христианское надгробие 1314 года из Цюаньчжоу с надписью монгольским квадратным письмом

Но, будучи вытесненными из центрального Китая, несториане переместились на северо-западные окраины страны. В XI веке несториане вновь появились в северной части Китая, а после установления монгольской династии Юань вернулись в центральную часть страны. Во второй половине XIII века несториане на севере и западе Китая стали известны под именем еликэвэнь.

### Католические миссионеры
Первыми известными католическими миссионерами, прибывшими в Китай, стали члены Ордена Братьев Меньших — францисканец Джованни Монтекорвино, прибывший в Китай в 1293 (в некоторых источниках 1294 или 1295) году, основал в Пекине первую католическую миссию. В китайском языке католицизм получил название «еливэнь». К концу XIII века в Китае было уже около 30 тысяч католиков.
Однако несториане воспринимали католиков как своих конкурентов в борьбе за влияние на императорский двор. В результате упадка династии Юань, деятельность тех и других к середине XIV века постепенно прекратилась. Новая династия Мин относилась к христианам враждебно.

### Деятельность иезуитов

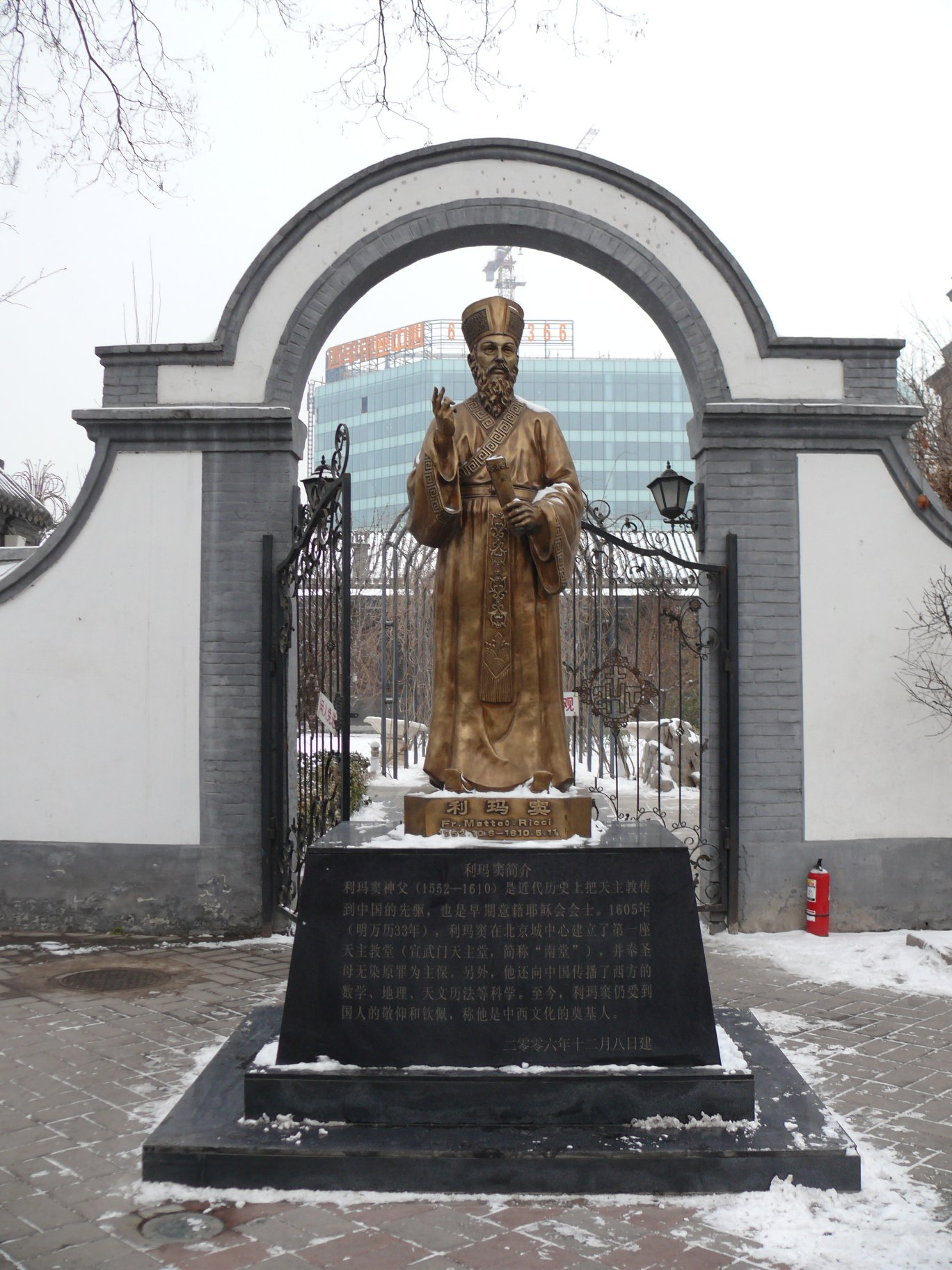
Памятник Маттео Риччи в Пекине

Новый импульс в развитии католичества в Китае был связан с деятельностью иезуитов. В 1579 году известный иезуит Алессандро Валиньяно основал иезуитскую миссию в Китае. Вскоре в Китай отправляется итальянец Маттео Риччи, ставший другом Сюй Гуанци, министра церемоний при императоре Чжу Ицзюне. Иезуиты знакомили китайцев с достижениями европейской цивилизации. Их авторитет позволил и другим католическим миссионерам в течение столетия беспрепятственно работать на всей территории Китая. Но активность европейских проповедников начала вызывать недовольство как в правительстве, так и среди народных масс. В 1784 году деятельность иезуитов в Китае была запрещена, но они продолжали работать на полулегальной основе. В конце XVIII века гонения на католиков усилились, но их влияние сохранялось.

### Появление православной церкви в Китае
Первыми православными в Китае стали албазинцы — пленные русские, которые были зачислены в конце XVII века в гвардию императора. Известно также, что уже в 1692 году несколько китайцев, в том числе один мандарин, приняли крещение в русском православии. Заинтересованный в распространении русского православия в Китае, Пётр I направил православных миссионеров в Пекин. Китайское правительство рассматривало их как своих государственных служащих, обязанных обеспечивать духовное окормление состоящих на службе в императорской гвардии православных. На таком положении православные священники в Китае находились до середины XVIII века.

### XIX век
В середине XIX века вместе с европейскими торговцами в Китай устремились христианские проповедники из Европы и США, преимущественно протестанты. Силами христианских общин в Китае строились церкви, создавались приюты, образовательные и медицинские учреждения. Однако происходило это на фоне все более усиливающейся конфронтации тех китайцев, которые ориентировались на западную цивилизацию, и тех, кто стремился по мере возможности сохранить самобытность китайской культуры. Отношение основной массы населения Китая к христианству постепенно ухудшалось. На рубеже XIX—XX веков произошло боксёрское восстание, которые стремилось очистить Китай от иностранного засилья. Китайцам-христианам боксёры предлагали выбор: отречься от своей веры или быть убитыми.

### После Синьхайской революции
После Синьхайской революции 1911—1912 годов когда рухнула освящённая неоконфуцианством и традиционными нехристианскими религиями Китая монархия, идеологический вакуум по инициативе самих китайцев заполнило христианство. Началось массовое крещение, подготовленное предшествовавшей активной деятельностью европейских миссионеров, в том числе переводом христианской духовной литературы на китайский язык Русской духовной миссией. Пример дали сами руководители нового Китая. Христианином-конгрегационалистом был основатель партии Гоминьдан Сунь Ятсен. В 1930 году методистом стал лидер Китая Чан Кайши. Во время японской агрессии против Китая в 1930-е — 1940-е годы принадлежность китайцев к христианам была неким символом оппозиционности по отношению к японским оккупантам, насаждавшим культ богини Аматэрасу. В 1920-е-1930-е годы в Китае возросло число и православных, преимущественно за счёт иммигрантов из России.
К моменту образования КНР в 1949 году в Китае насчитывалось примерно 1,8 млн христиан, из которых 750 000 были протестантами. Была поставлена цель создания бесклассового общества, для достижения которой декларировалась необходимость отмены религий, на которые впоследствии оказывалось давление. До середины 1950 годов были высланы все иностранные миссионеры, число которых составляло примерно 6200 человек. Церквям в Китае было запрещено поддерживать отношения с учреждениями и объединениями за границей. Во время Китайской культурной революции (1966—1976) отправление религиозных обрядов было полностью подавлено.
Во время правления Дэн Сяопина начался новый период, и, начиная с 1979 года отправление религиозных обрядов было снова разрешено. Так, уже в 1980 году в Пекине был отреставрирован и открыт для богослужений католический собор святого Иосифа.
Во второй половине XX века в Китае возник ряд подпольных китайских церквей (Церковь «Китай за Христа», Китайское евангельское братство и др.). Данные церкви не были признаны государством, а их деятельность была запрещена.

## Современное положение

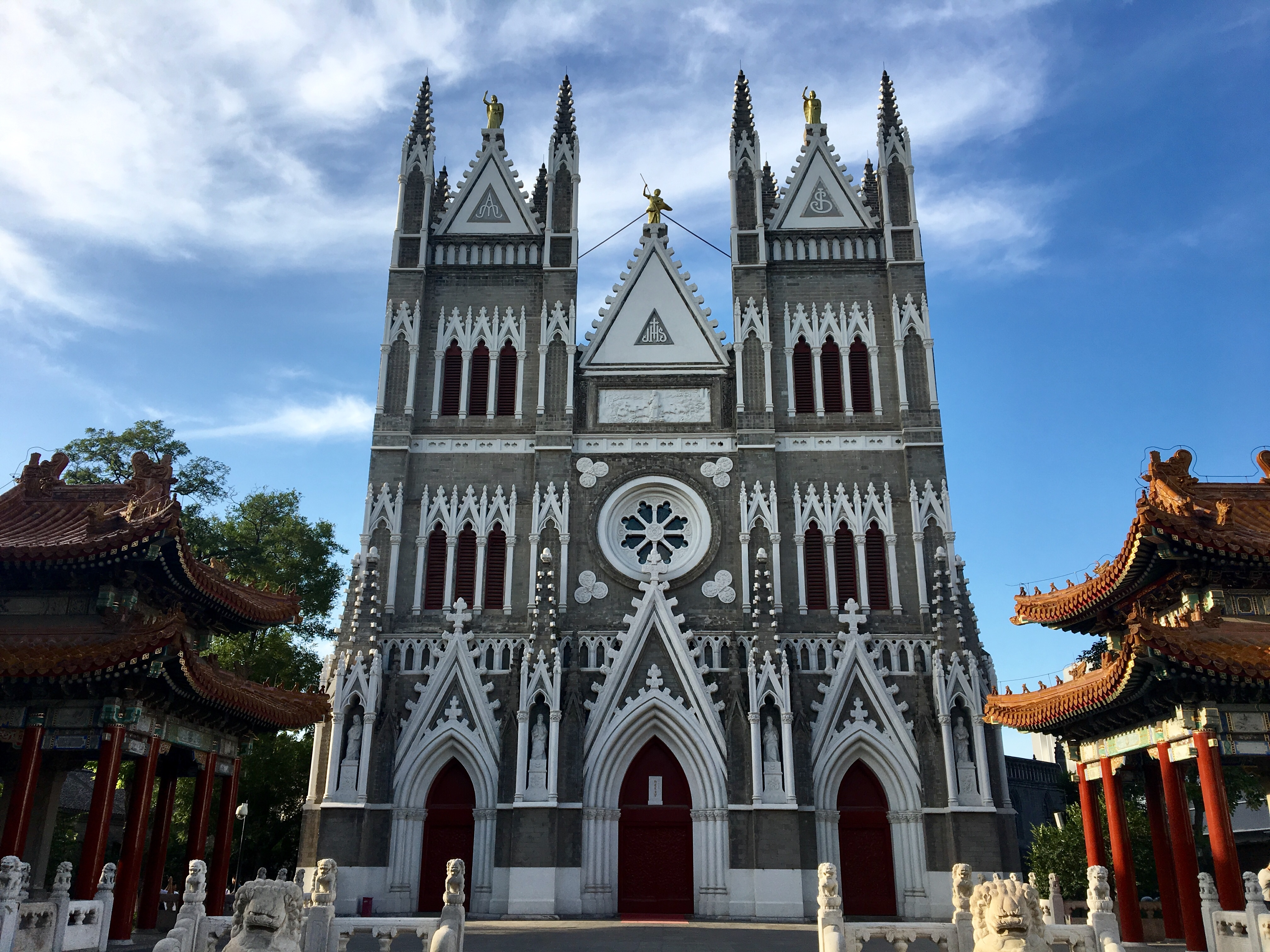
Католический кафедральный собор Сишику Пекине, с 1958 года принадлежит Китайской Патриотической Католической Церкви

На сегодняшний день свобода вероисповедания предусмотрена в конституции КНР только для следующих признанных государством религий: католичество, православие, протестантизм, буддизм, даосизм и ислам, образующие так называемое «патриотическое объединение». К этим признанным государством организациям относятся также «патриотическое „движение трёх“» и «патриотическое объединение католической церкви», образованные уже в 1951 году. После культурной революции они вновь стали официально разрешёнными учреждениями для христианского меньшинства в Китае.
При этом католики, сохранившие верность Ватикану (их в Китае около 10 млн против 4 млн «католиков-патриотов»), до сих пор подвергаются репрессиям: арестовываются священники и миряне, закрываются их домовые церкви. Правительство КНР постоянно обвиняет Ватикан в связях с «преступным режимом» Тайваня и во вмешательстве во внутренние дела Китая. Канонизация в 2001 году китайских католических мучеников, погибших в период с 1648 по 1930 годы, была названа министерством иностранных дел КНР «оскорбительной». От лица «правительства, народа и Католической Церкви Китая» был выражен решительный протест.

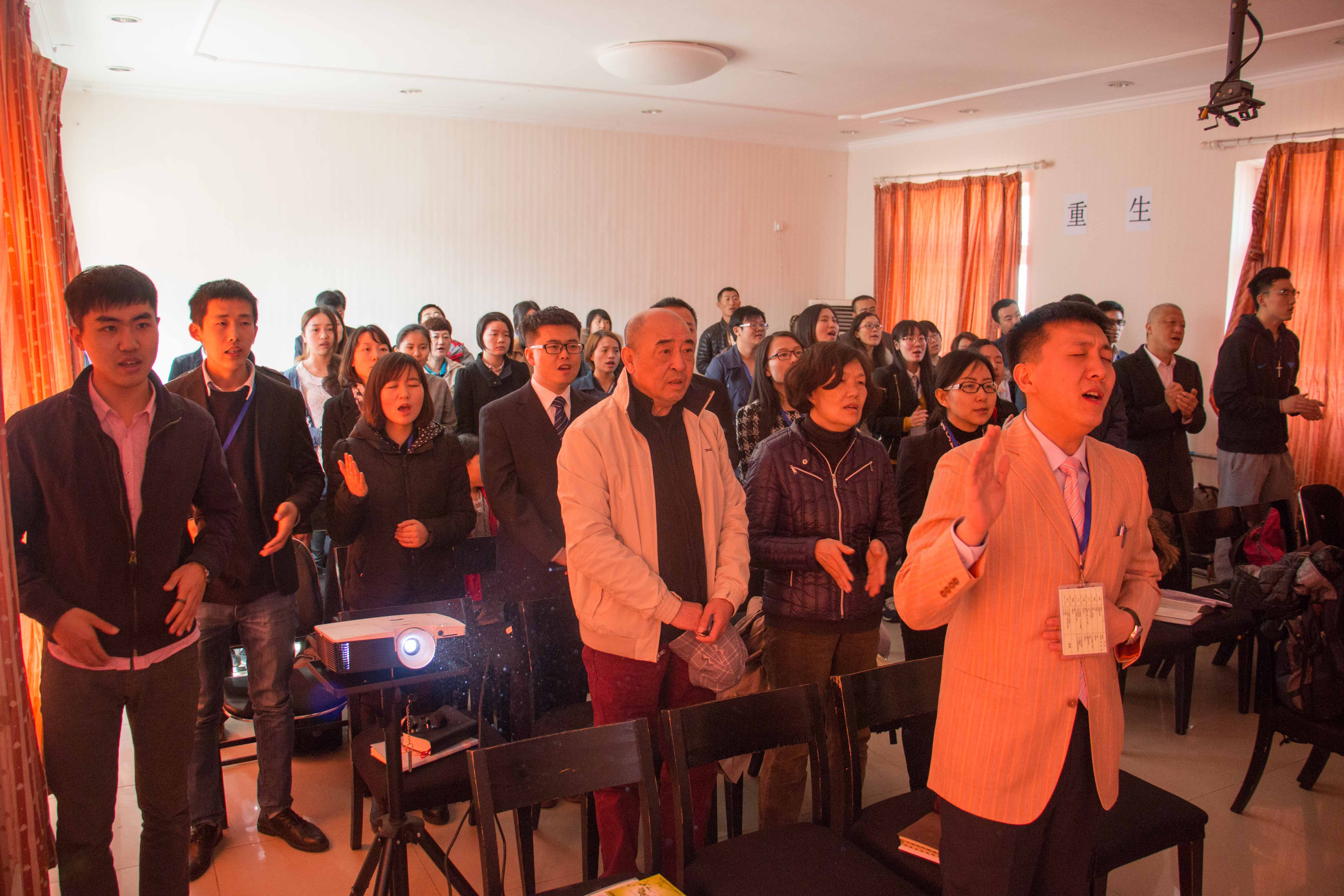
«Домашняя» церковь в районе Шуньи Пекина

В стране растёт число христиан, посещающих полуподпольные «домашние» церкви. Самыми крупными из подобных организаций являются Церковь «Китай за Христа» (12 млн) и Китайское евангельское братство (10 млн).
На основании заключений правозащитной ассоциации ChinAid, уровень преследований христиан в 2011 году (по сравнению с 2010) возрос на 42,5 %.